# Comando Donosti
El Comando Donosti fue uno de los comandos en los que se estructuraba la organización de la banda terrorista ETA. Debido a su magnitud y gran cantidad de grupos satélite logró eludir muchas operaciones policiales y detenciones, por lo que fue uno de los más sanguinarios y simbólicos de la banda. A él pertenecieron conocidos etarras como 'El Carnicero de Mondragón'(Jesús Mari Zabarte Arregi Garratz) o Txapote.

## Historia
Fue fundado en San Sebastián en julio de 1969, poco después de la creación de ETA. La banda logró con el paso de los años establecer un opaco entramado de grupos, tanto legales como ilegales ("legales" se refiere a integrantes de la banda no fichados por la policía), que conformaban lo que se denominaba el "Complejo Donosti".. En los años 1997 y 1998 llegó a ser el principal, y en ocasiones único, comando activo, y de hecho, para la década de los años 2000 no sólo había extendido su radio de acción a Vizcaya (los comandos operaban en una reducida zona del mapa, de la que usualmente tomaban su nombre) sino también a Álava, Navarra y La Rioja (además de algunos atentados perpetrados en ciudades como Madrid, Barcelona y otras ciudades fuera del País Vasco).

### Operaciones contra el comando
La historia del comando Donosti a lo largo de su periodo de actividad incluye sucesivas desarticulaciones y reorganizaciones. Las más importantes son las siguientes:
| Fecha       | Acción |
| ----------- | --- |
| 1984        | La Guardia Civil desmantela uno de los dos taldes del comando. Jesús María Zabarte Arregui Garratz, jefe del grupo es detenido en la operación, a raíz de la cual se produce la detención de 34 personas. |
| 1986        | Ángel María Galarraga Mendizabal Pototo es abatido en tiroteo con la policía y dos compañeros suyos, Ignacio Erro Zazu Pelos y Estanislao Echaburu Solabarrieta Iván, logran escapar a Francia, donde reorganizan el comando. En dicho tiroteo fallece también el Policía Nacional José Antonio Álvarez Díez. |
| 1987        | La terrorista Lucía Urigoitia Ajuria muere en un tiroteo de 4 horas con la Guardia Civil y dos compañeros suyos son detenidos en una acción llevada a cabo cuando llegaban en un Renault 18 al número 3 de la calle Rentería, en Pasajes de San Pedro. Un policía resulta herido de fracturas al ser disparado contra el chaleco antibalas. |
| 1988        | 14 miembros del comando son detenidos y la policía lo da por desarticulado nuevamente. |
| 1990        | Luis Mª Zarauz y José Mª Beristáin son detenidos acusados de intentar reconstruirlo. |
| 1991        | Iñaki Ormaetxea, Jokin Leunda y Patxi Itziar, con 13-15 asesinatos a sus espaldas (dependiendo de las fuentes consultadas), mueren en un tiroteo que mantuvieron contra la Guardia Civil durante cuatro horas junto a la Casa Tolaretxe, situada en la parte alta del barrio donostiarra de Morlans. Fue parte de una operación policial que se desarrolló de madrugada en tres barrios de la ciudad, además de en Irún y Rentería. |
| 1993 y 1994 | Se producen golpes policiales a la banda que no logran desarticularla. |
| 1996        | Capturan a Valentín Lasarte en Oyarzun junto a varios colaboradores, lo cual desmantela el comando de manera parcial. Entre los documentos incautados a Lasarte, había una relación de 713 objetivos para el comando Donosti, 22 de ellos con informaciones muy precisas que se podrían haber traducido en atentados a muy corto plazo. |
| 1997        | Cae Fernando Elejalde después de asesinar a Francisco Javier Gómez Elosegui, psicólogo de la prisión de Martutene, y con él, un comando satélite. |
| 1998        | El comando Gaua es desmantelado y se logra frustrar un atentado con granadas a un cuartel de la policía. |
| 1999        | Primera operación policial importante contra el comando. En una operación de 7 años de duración, el Cuerpo Nacional de Policía infiltra con éxito a una agente en las filas altas del comando. Ésta convive durante un año y medio con dos terroristas (Sergio Polo y Kepa Etxebarría) en un piso de San Sebastián, hasta que el 10 de marzo les conduce a una cita en la que fueron finalmente detenidos. La foto de la infiltrada fue publicada en el extinto periódico Egin, de tendencia abertzale. Las detenciones se produjeron en San Sebastián, Rentería, Isasondo y Hernani. |
| 2001        | El comando Buruntza, considerado núcleo del Complejo Donosti, es desmantelado junto con los comandos Ttotto y, por segunda vez, Gaua. |
| 2002        | La Guardia Civil hace caer a 9 miembros del comando, descabezándolo por completo. |
| 2005        | (Marzo). La policía apresa en San Sebastián a Iker Olabarrieta, Igor González y Carmelo Laucirica. |
| 2005        | (Abril). Marta Igarriz es detenida en Hernani, y sus compañeros Gorka Azkiria y Gaizka Olabarrieta en Mondragón. Son colaboradores de los detenidos en marzo, apenas dos semanas antes. |
| 2005        | (Diciembre). La policía francesa detiene a Jon Koldobika Garmendia, alias "Txuria". |
| 2007        | Ocho personas detenidas en una operación que desarticula un nuevo comando Donosti. Cae José Ángel Lerín. |

### Dirigentes Históricos
- Jesús María Zabarte Arregui, alias Garratz o también conocido como 'El Carnicero de Mondragón'.
- Francisco Javier García Gaztelu, alias "Txapote", asesino de Miguel Ángel Blanco, entre otros.
- Soledad Iparraguirre, del comando Madrid, estuvo a cargo de la célula Erezuma, parte de la extensa red del Donosti.

## Delitos atribuidos
A pesar de la complejidad de atribuir con seguridad a este comando todos los delitos cometidos, se considera probada su participación en los siguientes:
- 1982: Se le atribuye el asesinato de 10 personas, cuatro de las cuales en el atentado de Rentería de septiembre.
- 1983: 11 muertes registradas a cargo del comando.
- 1994: Asesinato del empresario José Manuel Olarte Urreizti en la sociedad gastronómica La Unión Artesana, ubicada en San Sebastián. Asesinato de Alfonso Morcillo Calero, sargento de la Policía Municipal de San Sebastián.
- 1995: Asesinato en enero de Gregorio Ordóñez, del PP de Guipúzcoa, a cargo de García Gaztelu y Carasatorre. Asesinato en abril de Mariano de Juan Santamaría, brigada de Ejército de Tierra. En julio atentado contra la casa-cuartel de Arnedo (La Rioja). Secuestran también al industrial José María Aldaya. Asimismo en octubre es asesinado Enrique Nieto Viyella, jefe de la Unidad Territorial Antiterrorista de Guipúzcoa.
- 1996: Asesinato en febrero de Fernando Múgica Herzog, abogado y dirigente histórico del PSE-EE. En noviembre es secuestrado en el Parque Tecnológico de Zamudio el abogado Cosme Delclaux.
- 1997: Secuestro y asesinato de Miguel Ángel Blanco en Ermua, en julio. Uno de los que más conmocionó al país y activó la oposición civil a ETA. Asesinato de Francisco Javier Gómez Elosegui, psicólogo de la prisión de Martutene, por parte de Fernando Elejalde. Asesinato de José Luis Caso Cortines, concejal del PP en Rentería.
- 1998: Asesinatos de José Ignacio Iruretagoyena y Manuel Zamarreño,[13] concejales del PP en Zarauz y Rentería, respectivamente.
- 2000: Se llegan a producir 26 atentados en Guipúzcoa a cargo del comando Donosti. En el periodo de 1997 al 2001 se contabilizaron un total de 50 (sólo a cargo del Donosti, y en particular de su núcleo Buruntza).
- 2001: Atentado con coche bomba dirigido contra Iñaki Dubreuil, concejal del PSOE en Ordicia. Éste sobrevive herido de gravedad, pero fallecen dos obreros de la empresa Elektra. Ese mismo año se producen los asesinatos del cocinero Ramón Díaz García y Mikel Uribe, subcomisario de la Ertzaintza.